# 5268 Черногорський
5268 Черногорський (5268 Cernohorsky, 1971 US1, 1958 TO1, 1988 QT) — астероїд головного поясу, відкритий 26 жовтня 1971 року чехословацьким астрономом Любошем Когоутеком. Названий на честь чеського фізика Мартіна Черногорського (Martin Cernohorský).
Тіссеранів параметр щодо Юпітера — 3,302.